# Појана Лунга (Караш-Северин)
Појана Лунга (рум. Poiana Lungă) насеље је у Румунији у округу Караш-Северин у општини Корнерева. Oпштина се налази на надморској висини од 922 m.

## Становништво
Према подацима из 2002. године у насељу је живело 53 становника, од којих су сви румунске националности.